# Greenideoida gavarrai
Greenideoida gavarrai är en insektsart. Greenideoida gavarrai ingår i släktet Greenideoida och familjen långrörsbladlöss. Inga underarter finns listade i Catalogue of Life.